# Свято Різдва Христового в Україні (срібна монета)
«Свя́то Різдва́ Христо́вого в Украї́ні» — пам'ятна срібна монета номіналом 10 гривень, випущена Національним банком України, присвячена одній з головних подій в історії християнства, у святкуванні якої до нашого часу збереглося багато давніх народних звичаїв, традицій, обрядів.
Монету введено в обіг 20 грудня 2002 року. Вона належить до серії «Обрядові свята України».

## Опис монети та характеристики
| Номінал грн. | Метал            | Маса, г      | Діаметр, мм | Якість виготовлення | Гурт     | Тираж, штук |
| ------------ | ---------------- | ------------ | ----------- | ------------------- | -------- | ----------- |
| 10           | срібло 925 проби | 31,1 / 33,62 | 38,6        | пруф                | рифлений | 3 000       |

### Аверс
На аверсі монети зображено різдвяну зірку — традиційний атрибут, пов'язаний з євангельською легендою про Христа, у центрі якої розміщено малий Державний Герб України, а над ним рік карбування монети — «2002»; в оточенні стилізованого барокового орнаменту розміщено написи: «УКРАЇНА», «10», «ГРИВЕНЬ», а також позначення металу та його проби — «Ag 925», вага в чистоті — «31,1» та логотип Монетного двору Національного банку України.

### Реверс

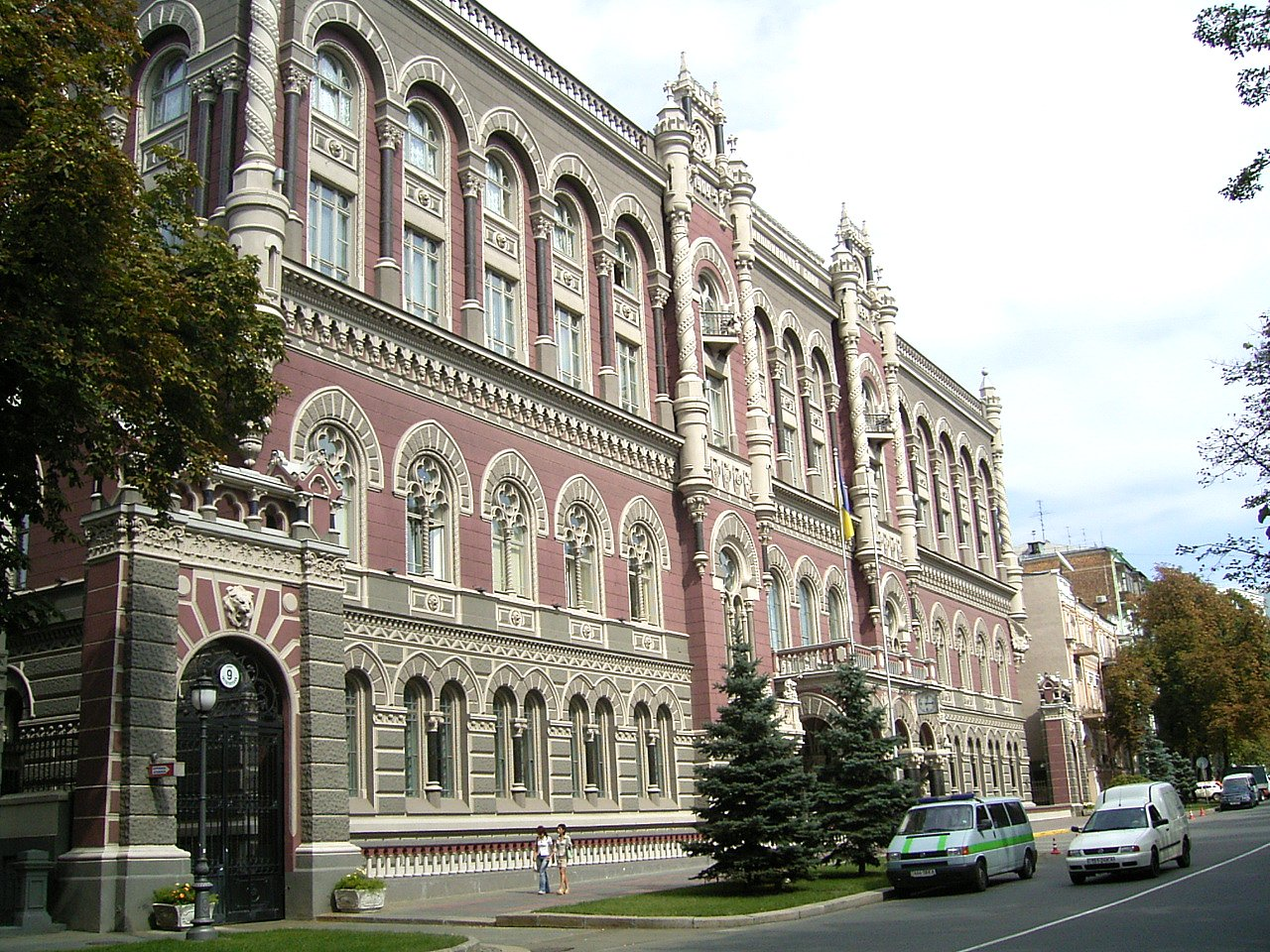
Будівля Національного банку України

На реверсі монети зображено традиційну святкову сцену — різдвяний колядницький гурт, у центрі якого ватага з різдвяною зіркою, а по колу розміщено написи: «СВЯТО РІЗДВА» (ліворуч), «ХРИСТОВОГО» (праворуч).

## Автори
- Художник — Кочубей Микола.
- Скульптор — Іваненко Святослав.

## Вартість монети
Ціна монети — 575 гривень була вказана на сайті Національного банку України в 2012 році.
Фактична приблизна вартість монети з роками змінювалася так:
| Рік        | 2010  | 2011  | 2012  | 2013  | 2014  | 2015  | 2016  | 2017  | 2018  | 2019  | 2020  | 2021  | 2022  | 2023  | 2024  | 2025  |
| ---------- | ----- | ----- | ----- | ----- | ----- | ----- | ----- | ----- | ----- | ----- | ----- | ----- | ----- | ----- | ----- | ----- |
| Ціна, грн. | 3 500 | 3 500 | 3 500 | 3 500 | 3 250 | 8 500 | 5 900 | 6 700 | 6 200 | 6 400 | 6 400 | 4 700 | 6 500 | 7 600 | 9 800 | 9 800 |